# 유무성
유무성(劉武成, ? ~ 기원전 20년)은 전한 말기의 황족이자 관료이다.

## 생애
양삭 원년(기원전 24년) 상산태수에서 종정으로 승진하였고, 4년 후 죽었다.

## 출전
- 반고, 《한서》 권19하 백관공경표 下

| 전임 유순 | 전한의 종정 기원전 24년 ~ 기원전 20년 | 후임 유경기 |